# FGrHist
FGrHist (съкр. от Die Fragmente der griechischen Historiker – „Фрагменти от гръцките историци“) е сборник от творби на древногръцки историци, направен от Феликс Якоби (1876 – 1959).
Това са работи, които са били загубени, но от които има цитати, откъси или резюмета. Базирана е предимно на „Fragmenta Graecorum Historicorum“ на Карл Мюлер (1841 – 1870).
Работата по този проект започва през 1923 и продължава до смъртта му през 1959 г.